# SVT-40
SVT-40(러시아어: Самозарядная винтовка Токарева, образец 1940 года는 2차 세계대전에 널리 쓰였던 소련의 반자동 소총이다.
반자동 소총에 관심이 많았던 이오시프 스탈린의 후원을 받아 개발된 SVT-38을 개량한 모델이다. 1940년에 채용된 후, 전쟁 중 160만 정이 생산되어 미국의 M1 카빈과 M1 개런드에 이어 많이 생산되고 널리 쓰인 반자동 소총의 하나다. 또 2차대전 당시 많은수의 SVT-38/40을 노획한 추축군도 이 총을 썼었다고 한다

SVT-40은 1955년 소련군에서 정식으로 퇴역을 했으며, 남은 SVT들은 핀란드나 쿠바, 베트남에 지급이 되었고, 이 총은 나중에 SKS45, AG-42나 G43, FN-49(FN-FAL의 프로토타입)같은 반자동 소총을 개발하는 데 많은 참고가 되었었다고 한다.

## 바리에이션
- AVT-40 : 자동사격이 가능한 SVT-40의 바리에이션으로서 경기관총 대체목적으로 개발이 되었다. 완성형은 개발되었지만 자동사격시 컨트롤이 어렵고 총기 내부구조 문제가 생김에 따라서 생산량은 매우 저조하다
- SKT-40 : SVT-40의 Carbine(카빈) 버전이다

## 같이 보기
- 42호 강하엽병소총
- M1 개런드